# Lohngambiet
Het Löhngambiet, ook gespeld als Loehngambiet en Lohngambiet, en in de Engelstalige wereld bekend onder de naam vector gambit, is in de opening van een schaakpartij een variant in de Engelse opening, die valt onder ECO-code A10. Het gambiet ontstaat na de zetten 
1. c4 d5
2. cxd5 e6
Als wit de e-pion slaat komt zwart voor te staan in ontwikkeling: 3. xe6 Lxe6. Meestal gaat de partij verder met
3. d4 exd5
4. Pc3 Pf6
Met verwisseling van zetten leidt het damegambiet tot dezelfde stelling:
1. d4 d5
2. c4 e6, het geweigerd damegambiet
3. Pc3 Pf6
4. cxd5 exd5